# Grażyna Wasiak
Grażyna Wasiak – polska specjalistka ochrony środowiska, doktor habilitowany, profesor nadzwyczajny Wyższej Szkoły Ekologii i Zarządzania w Warszawie, była pracownik Instytutu Ochrony Środowiska.

## Życiorys
Była pracownikiem Instytutu Ochrony Środowiska. Została profesorem nadzwyczajnym Wydziału Ekologii Wyższej Szkoły Ekologii i Zarządzania w Warszawie, a następnie Wydziału Inżynierii i Zarządzania tej uczelni. Do 2007 wypromowała dwóch doktorów, w Uniwersytecie Warmińsko-Mazurskim w Olsztynie i w Politechnice Warszawskiej.